# Gastropholis vittata
Gastropholis vittata es una especie de lagarto del género Gastropholis, familia Lacertidae, orden Squamata. Fue descrita científicamente por Fischer en 1886.

## Descripción
La longitud hocico-respiradero es de 35 centímetros.

## Distribución
Se distribuye por Tanzania, Mozambique y Kenia.